# Peter Sitte

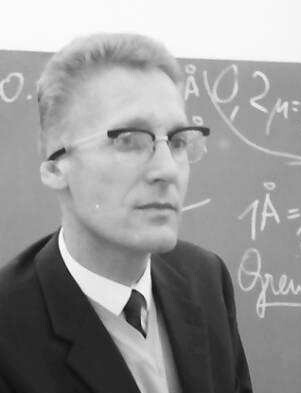
Peter Sitte (1968)

Peter Sitte (* 8. Dezember 1929 in Innsbruck; † 13. September 2015 in Freiburg im Breisgau) war ein österreichischer Biologe. Er war Professor am Institut für Biologie II der Universität Freiburg.

## Leben
Peter Sitte studierte Botanik, Chemie, Experimentalphysik und Philosophie an der Universität Innsbruck, wo er 1954 mit einer Arbeit über den Feinbau pflanzlicher Zellwände promovierte. 1958 wurde er mit einer Arbeit über die Ultrastruktur von Wurzelzellen der Erbse habilitiert.
Sitte folgte einem Ruf an die Universität Heidelberg, wo er mit der Leitung des Elektronenmikroskopie-Labors am Botanischen Institut betraut und zum außerordentlichen Professor für Zellenlehre und biologische Elektronenmikroskopie ernannt wurde. 1966 erhielt Sitte einen Ruf als Professor für Zellbiologie an der Albert-Ludwigs-Universität Freiburg. In Freiburg im Breisgau haben Sitte und seine Mitarbeiter verschiedene Bereiche der pflanzlichen Zellbiologie bearbeitet, so die Chromoplasten in den Zellen von Blüten und Früchten sowie die Gerontoplasten des Herbstlaubes. Weitere Forschungsobjekte waren die komplexen Plastiden der Cryptomonaden und das damit verbundene Problem der Zellevolution durch sekundäre Endozytobiose.
Er gründete die Zeitschrift Biologie in unserer Zeit. 1977 bis 1978 war er Vorsitzender der Gesellschaft Deutscher Naturforscher und Ärzte.
Sein Bruder Hellmuth Sitte war ebenfalls Elektronenmikroskopiker.

## Veröffentlichungen (Auswahl)
- Bau und Feinbau der Pflanzenzelle. G. Fischer, 1965.
- mit Hans Mohr: Molekulare Grundlagen der Entwicklung. 1971, BLV Buchverlag 1982, ISBN 3-405-10875-6.
- mit Hans Kleinig: Zellbiologie. Ein Lehrbuch. 1984, ISBN 3-437-30528-X.
- Ästhetik als Grundwert der Bildung. In: Martin Lindauer, Winfried Böhm (Hrsg.): „Nicht Vielwissen sättigt die Seele“. Wissen, Erkennen, Bildung, Ausbildung heute. (= 3. Symposium der Universität Würzburg.) Ernst Klett, Stuttgart 1988, ISBN 3-12-984580-1, S. 323–348.
- Jahrhundertwissenschaft Biologie. C.H. Beck, 1999, ISBN 3-406-45444-5.

- Von 1991 (33. Auflage) bis 2008 (36. Auflage) war Sitte einer der Autoren des Strasburgers und hat in dieser Zeit den Morphologie-Teil verfasst.

## Mitgliedschaften und Ehrungen
- Seit 1969: Mitglied der Akademie der Naturforscher Leopoldina, dort 1974–1984 Obmann der Sektion Allgemeine Biologie und 1989–1999 Obmann der neuen Sektion Zellbiologie.
- 1973–1975: Präsident der Deutschen Gesellschaft für Elektronenmikroskopie
- 1975–1977: Gründungspräsident der Deutschen Gesellschaft für Zellbiologie
- Korrespondierendes Mitglied der Akademie der Wissenschaften zu Göttingen
- Auswärtiges korrespondierendes Mitglied der Österreichischen Akademie der Wissenschaften
- Ehrenmitglied der Deutschen Botanischen Gesellschaft
- Mitglied des Akademischen Rates der Alexander von Humboldt-Stiftung
- 1991: Schleiden-Medaille
- 1992: Lorenz-Oken-Medaille der Gesellschaft Deutscher Naturforscher und Ärzte
- 1995: Ehrendoktor der Naturwissenschaften Universität Salzburg
- 1998: Miescher-Ishida Award der International Society for Endocytobiology
- 2009: Treviranus-Medaille